# Ronde van Spanje 2014/Achtste etappe
De achtste etappe van de Ronde van Spanje 2014 werd gereden op 30 augustus 2014. Het was een vlakke rit van 207,4 km van Baeza naar Albacete. De Fransman Nacer Bouhanni was de snelste in de massasprint.

## Ritverslag
De vroege vluchters van de dag waren Javier Aramendia en Elia Favilli. Onder meer Cancellara, Philippe Gilbert en Tom Boonen poogden met behulp van de sterke wind waaiers te maken, maar dat lukte niet echt.
In de finale haalden de ploegen Tinkoff-Saxo en BMC Racing Team uit, ten nadele van Nairo Quintana en groene trui John Degenkolb. Maar dezen konden de scheve situatie toch nog rechtzetten.
De ploegen Giant-Shimano en Orica-GreenEdge piloteerden Degenkolb en Michael Matthews naar de spits van het peloton. Maar Nacer Bouhanni haalde toch zijn tweede ritzege binnen.

## Uitslagen
| Rituitslag |                   |                         |          |
| Plaats     | Naam              | Ploeg                   | Tijd     |
| Winnaar    | Nacer Bouhanni    | FDJ.fr                  | 4u29'00" |
| 2          | Michael Matthews  | Orica GreenEDGE         | z.t.     |
| 3          | Peter Sagan       | Cannondale              | z.t.     |
| 4          | John Degenkolb    | Team Giant-Shimano      | z.t.     |
| 5          | Greg Henderson    | Lotto Belisol           | z.t.     |
| 6          | Robert Wagner     | Belkin-Pro Cycling Team | z.t.     |
| 7          | Kristian Sbaragli | MTN-Qhubeka             | z.t.     |
| 8          | Roberto Ferrari   | Lampre-Merida           | z.t.     |
| 9          | Tom Boonen        | Omega Pharma-Quick-Step | z.t.     |
| 10         | Jasper Stuyven    | Trek Factory Racing     | z.t.     |

| Algemeen Klassement |                    |                         |           |
| Plaats              | Naam               | Ploeg                   | Tijd      |
| Rode trui           | Alejandro Valverde | Team Movistar           | 31u21'20" |
| 2                   | Nairo Quintana     | Team Movistar           | + 15"     |
| 3                   | Alberto Contador   | Tinkoff-Saxo            | + 18"     |
| 4                   | Chris Froome       | Team Sky ProCycling     | + 20"     |
| 5                   | Esteban Chaves     | Orica GreenEDGE         | + 41"     |
| 6                   | Joaquím Rodríguez  | Team Katjoesja          | + 45"     |
| 7                   | Robert Gesink      | Belkin-Pro Cycling Team | + 55"     |
| 8                   | Fabio Aru          | Astana Pro Team         | + 58"     |
| 9                   | Warren Barguil     | Team Giant-Shimano      | + 1'02"   |
| 10                  | Wilco Kelderman    | Belkin-Pro Cycling Team | + 1'06"   |
|                     |                    |                         |           |
| 20                  | Maxime Monfort     | Lotto Belisol           | + 2'46"   |

| Puntenklassement |                  |                         |        |
| Plaats           | Naam             | Ploeg                   | Punten |
| Groene trui      | John Degenkolb   | Team Giant-Shimano      | 87     |
| 2                | Nacer Bouhanni   | FDJ.fr                  | 74     |
| 3                | Michael Matthews | Orica GreenEDGE         | 71     |
|                  |                  |                         |        |
| 6                | Jasper Stuyven   | Trek Factory Racing     | 34     |
| 14               | Moreno Hofland   | Belkin-Pro Cycling Team | 23     |

| Bergklassement        |                    |                        |        |
| Plaats                | Naam               | Ploeg                  | Punten |
| Bolletjestrui (blauw) | Lluís Mas          | Caja Rural-Seguros RGA | 18     |
| 2                     | Alejandro Valverde | Team Movistar          | 10     |
| 3                     | Jérôme Cousin      | Team Europcar          | 10     |
|                       |                    |                        |        |
| 10                    | Pim Ligthart       | Lotto Belisol          | 5      |

1e etappe ·
2e etappe ·
3e etappe ·
4e etappe ·
5e etappe ·
6e etappe ·
7e etappe ·
8e etappe ·
9e etappe ·
10e etappe ·
11e etappe ·
12e etappe ·
13e etappe ·
14e etappe ·
15e etappe ·
16e etappe ·
17e etappe ·
18e etappe ·
19e etappe ·
20e etappe ·
21e etappe
Startlijst · Eindstanden · Afbeeldingen